# Cuscuta monogyna
Cuscuta monogyna é uma espécie de planta com flor pertencente à família Convolvulaceae. 
A autoridade científica da espécie é Vahl, tendo sido publicada em Symbolae Botanicae, 2: 32. 1791.

## Portugal
Trata-se de uma espécie presente no território português, nomeadamente em Portugal Continental.
Em termos de naturalidade é nativa da região atrás indicada.

## Protecção
Não se encontra protegida por legislação portuguesa ou da Comunidade Europeia.